# Franz Wognar
Franz Wognar, avstro-ogrski podčastnik, vojaški pilot in letalski as, * 6. januar 1890, Nagyszombat, Madžarska (današnja Trnava, Slovaška), † 1943, Odesa, Ukrajina.
Offizierstellvertreter Wognar je v svoji vojaški službi dosegel 5 zračnih zmag.

## Življenjepis
Med prvo svetovno vojno je bil pripadnik Flik 2. Po koncu vojne je skupaj s slovenskim izvidnikom Venčeslavom Marijo Vrtovcem, z letalom, ki sta ga speljala Italijanom, pribežal v Ljubljano. V Sloveniji se je tudi poročil.

## Odlikovanja
- medalja za hrabrost (1 zlata in 4 srebrne)